# Jørgen Jürgensen
Jørgen Jürgensen (også Jorgenson, Jørgensen eller Jörgensen (29. marts 1780 i København – 20. januar 1841, Van Diemen's Land, det nuværende Tasmanien, forskellige kilder oplyser andre dødsår: 1845 og 1850) var en dansk eventyrer, blev kaldt Hundedagskongen.
Jørgen Jürgensen kom tidligt til søs, mest i engelsk tjeneste, og færdedes vidt omkring, navnlig i Sydhavet. I 1806 vendte han hjem, og det følgende år, kort efter englændernes bombardement af København, fik han kommandoen over et kaperskib, hvormed han tog nogle priser. I marts 1808 blev han opbragt af englænderne, efter en måske tvivlsom kamp, og fik ophold som krigsfange på sit æresord i London.
Her kom han i forbindelse med en købmand Phelps, der var i færd med at udruste en større fregat, der armeredes og forsynedes med kaperbrev; Jürgensen kom med denne til Reykjavik, Island, der ellers havde handelsmonopol med Danmark.
Phelps besluttede at skræmme de lokale myndigheder (sikkert på opfordring af Jürgensen). En uges tid efter skibets ankomst, 25. juni 1809, blev stiftamtmanden, grev Trampe, arresteret i sit hus og uden modstand ført om bord på det engelske skib, hvor han holdtes i forvaring; landets styrelse overlod Phelps stiltiende til Jürgensen, der i de følgende 2 måneder, frem til 22. august, var Islands øverste leder.
Al dansk myndighed ophævedes, de offentlige midler og handelsvarer blev konfiskeret, dansk gæld blev slettet, der blev lovet uafhængighed og folkestyre, og øen fik sit eget flag. Jürgensen flyttede ind i
stiftamtmandsgården og oprettede en islandsk livvagt.
Det hele sluttede, da et engelsk orlogsskib ankom i midten af august, og situationen blev klar for dettes kaptajn. 22. august sluttedes en aftale, der ophævede alle Jürgensens proklamationer, og øens styrelse overtoges foreløbig af lokale embedmænd, mens grev Trampe i England skulle fremstille begivenhedernes gang.
Efter ankomsten til London sad Jürgensen et års tid fængslet, fordi han trods sit æresord havde forladt landet. I fængslet lærte han at spille, en last som til sidst førte ham 2 år i et londonsk gældsfængsel.
1815 – 1817 var han i den engelske regerings tjeneste i Frankrig og Tyskland, sandsynligvis som spion.
Efter et vildt liv i London kom han i fængsel for uredelighed, og senere dømtes han til deportation på livstid; 1825 afgik han til Van Diemen's Land (Tasmanien), hvor han kom i tjeneste i et opdagelsesselskab, der undersøgte øens indre. Her giftede han sig og døde i Hobartstown.
Jürgensen var samtidig, måske mest i fængselsperioderne, en flittig forfatter. På dansk findes en pjece: Efterretning om Engelændernes og Nordamerikanernes Fart og Handel paa Sydhavet (1807). Ellers skrev han på engelsk (som «Jorgenson») rejsebeskrivelser, teologiske og statsøkonomiske afhandlinger, bladartikler, biografiske meddelelser og lignende.

## Jürgensen i litteraturen
I sin roman I blinde lader den italienske forfatter Claudio Magris Jürgen Jürgensen spille en stor rolle; hvorfor forklarer Magris nærmere i en artikel fra foråret 2013 i tidsskriftet The Threepenny Review.
Guðmundsson, Einar Már: Hundedage. København, Lindhardt og Ringhof, 2015. ISBN 9788711448403